# Rich Harrison

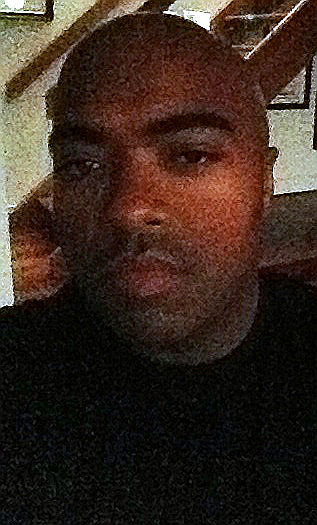
Rich Harrison

Rich Harrison (* 1975 in Washington) ist ein afroamerikanischer R’n’B-/Soul-Produzent und -Musiker, der sich in erster Linie für den retrostilistischen Sound in Produktionen wie Beyoncés "Crazy In Love" oder Ameries "One Thing" verantwortlich zeigt.
Harrison, ausgebildeter Pianist und Trompeter, beendete 1997 sein Studium in Geschichte und Kommunikationswissenschaften an der Howard University in Washington, um sich endgültig der Musik zu widmen.
1999 verpflichtete Mary J. Blige den damaligen Newcomer für ihr Album Mary, für das Rich den Song "Beautiful Ones" schrieb und produzierte. Kaum zwei Jahre später, Ende 2001, gründete er sein eigenes Label Richcraft Inc., dessen erster Release das Debütalbum All I Have seines Protegés Amerie wurde. Bekanntheit erlangte Harrisons aber erst 2003 durch seine Zusammenarbeit mit Beyoncé, für die er den weltweiten Hit "Crazy In Love" kreierte und für dessen Erfolg er wiederum sogar mit einem Grammy belohnt wurde.
Seitdem folgten etliche weitere Kollaborationen für die jüngsten Alben von Interpreten wie Jennifer Lopez, Usher, Alicia Keys, Janet Jackson, Missy Elliott oder auch Gwen Stefani.

## Produktionen / Diskografie

### Mary J. Blige–Mary(1999)
- 05. Beautiful Ones

### Mary J. Blige–No More Drama(1999)
- 15. In The Meantime

### Kelly Rowland–Simply Deep(2001)
- 04. Can’t Nobody

### Amerie–All I Have(2002)
- 01. Why Don’t We Fall In Love
- 02. Talkin To Me
- 03. Nothing Like Loving You
- 04. Can’t Let Go
- 05. Need You Tonight
- 06. Got to Be There
- 07. I Just Died
- 08. Hatin’ on You
- 09. Float
- 10. Show Me
- 11. All I Have
- 12. Outro

### Beyoncé–Dangerously In Love(2003)
- 01. Crazy In Love (featuring Jay-Z)
- 05. Be With You

### Alicia Keys–The Diary of Alicia Keys(2003)
- 08. Dragon Days

### Usher–Confessions(2004)
- 11. Take Your Hand

### Tha Rayne –Reign Supreme(2003)
- 02. Didn’t You Know

### Duran Duran–Astronaut(2004)
- 01. Sunrise

### Destiny’s Child–Destiny Fulfilled(2004)
- 02. Soldier (featuring Lil’ Wayne & T.I.)

### Jennifer Lopez–Rebirth(2005)
- 01. Get Right
- 04. Whatever You Wanna Do
- 12. Get Right (Remix) (featuring Fabolous)

### Christina Milian–Be Cool Soundtrack(2005)
- 08. Ain’t No Reason

### Amerie–Touch(2005)
- 01. One Thing
- 02. All I Need
- 05. Like It Used To Be
- 06. Talkin About
- 07. Come With Me
- 08. Rolling Down My Face
- 09. Can We Go
- 12. One Thing (Remix) (featuring Eve)
- 13. Why Don’t We Fall In Love (Richcraft Remix)

### Missy Elliott–The Cookbook(2005)
- 10. Can’t Stop

### Pussycat Dolls–PCD(2005)
- 06. I Don’t Need A Man

### Toni Braxton–Libra(2005)
- 04. Take This Ring

### Christina Milian–So Amazin(2006)
- 11. Wind You Up

### Christina Aguilera–Back To Basics(2006)
- 02. Makes Me Wanna Pray

### Beyoncé–B’Day(2006)
- 03. Suga Mama
- 07. Freekum Dress

### 3LW –Point Of No Return(2006)
- 01. Do You Think?

### Andere/Unveröff./Remixe

#### Amerie
- Love’s Off Tha Chain
- Just What I Needed To See
- Give My Love To You
- Take Control

#### Usher
- Whatever I Want
- Ride

#### Janet Jackson
- Pops Up / Put It On Me
- What Can I Say
- Clap Your Hands

#### Gwen Stefani
- Parental Advisory

#### Mary J. Blige
- Out Of My Head